# Rexhep Mitrovica
Rexhep Mitrovica (Kosovska Mitrovica, 1887 – Istanbul, 21 maggio 1967) è stato un politico albanese.
È stato Primo ministro dell'Albania dal novembre 1943 al luglio 1944, durante l'occupazione della Germania nazista.
Fu tra i leader della rivoluzione del Kosovo del 1921 insieme a Isa Boletini e Hasan Prishtina.
Nazionalista convinto, è stato eletto capo della Seconda Lega di Prizren, che ha sostenuto l'Albania etnica, ossia l'unificazione di tutti i territori con maggioranza di popolazione albanese. Dopo l'occupazione tedesca del Regno d'Albania venne nominato Primo ministro mentre era membro attivo del Balli Kombëtar. Tra i membri del suo Governo vi era Xhafer Deva, Ministro dell'interno.
Nel luglio 1944 si è dimesso a causa di problemi di salute. Subito dopo Hermann Neubacher, diplomatico e collaboratore di Hitler, giunse a Tirana e convinse Fiqri Dine a formare un nuovo Governo.
Nel novembre 1944, nonostante fosse malato di tubercolosi, durante il passaggio verso la Repubblica Popolare Socialista d'Albania, riuscì a scappare in Croazia e poi in Austria. Nel 1947 è emigrato in Turchia, dov'è morto.